# 皮亚内洛
皮亚内洛（法語：Pianello，法語發音：[pjanɛlo]）是法国上科西嘉省的一个市镇，属于科尔泰区。

## 地理
皮亚内洛（42°17'23"N, 9°21'37"E）面积16.73 平方千米，位于法国上科西嘉省，该省份位于科西嘉北部，后者为地中海西部的一座岛屿，也是法国的一个单一领土集体，位于法国大陆部分的东南面，意大利半島的西面，最临近的地块是撒丁岛。
与皮亚内洛接壤的市镇（或旧市镇、城区）包括：马特拉、皮奥贝塔。

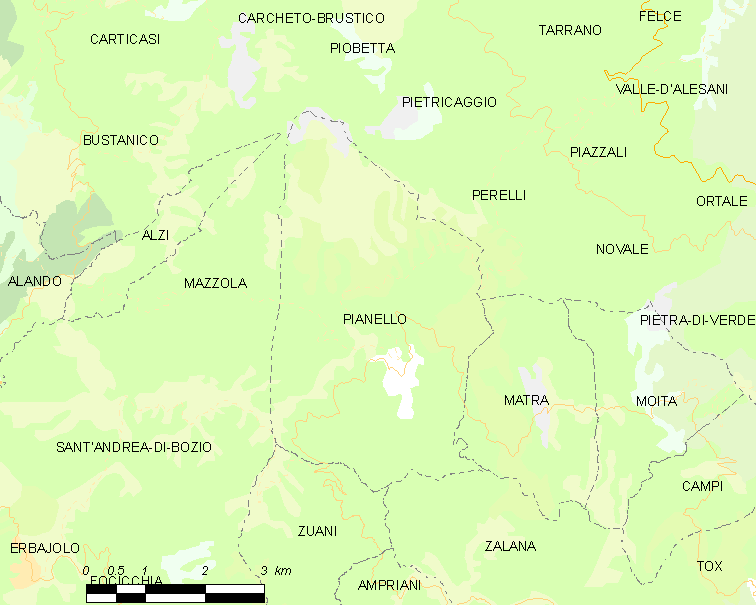
皮亚内洛的OSM定位图

皮亚内洛的时区为UTC+01:00、UTC+02:00（夏令时）。

## 行政
皮亚内洛的邮政编码为20272，INSEE市镇编码为2B213。

## 政治
皮亚内洛所属的省级选区为吉索纳恰县。

## 人口

1962-2008年间皮亚内洛人口变化图示

皮亚内洛于2022年1月1日时的人口数量为55人。